# Романков, Александр Андрианович
Александр Андрианович Романков (1923—1945) — младший лейтенант Рабоче-крестьянской Красной Армии, участник Великой Отечественной войны, Герой Советского Союза (1945).

## Биография
Александр Романков родился 24 августа 1923 года в деревне Болдырево (ныне — Романково Сухиничского района Калужской области). После окончания восьми классов школы работал трактористом. В феврале 1942 года Романков был призван на службу в Рабоче-крестьянскую Красную Армию. С марта того же года — на фронтах Великой Отечественной войны. С марта 1942 года по февраль 1943 года сражался на Брянском фронте. Затем был направлен в Саратовское танковое училище. Отлично закончив училище, в звании младшего лейтенанта 3 ноября 1944 г прибыл на 3-й Белорусский фронт. С 1 декабря 1944 года воевал на 1-м Украинском фронте.
К февралю 1945 года младший лейтенант Александр Романков командовал танком 12-го танкового полка, 25-й гвардейской механизированной бригады, 7-го гвардейского механизированного корпуса, 1-го Украинского фронта. Отличился во время освобождения Польши. 8 февраля 1945 года экипаж Романкова в бою неподалёку от Одера прорвал две линии вражеской обороны, уничтожил 5 миномётов, 3 пулемёта, 5 артиллерийских орудий, 1 дзот и около трёх взводов пехоты противника. 9 февраля 1945 года в бою на плацдарме на западном берегу Одера в районе населённого пункта Кобервитц (ныне — Кобежице) Романков вместе со своим экипажем разгромил колонну немецкой техники, уничтожив 7 автомашин. В том бою его танк был подбит, однако экипаж не вышел из боя, продолжая вести огонь. 11 февраля 1945 года в бою танк Романкова был подбит выстрелом из фаустпатрона, однако экипаж продолжал вести бой, пока не погиб в полном составе. Романков похоронен в деревне Галлой в 10 километрах к югу от Вроцлава.

## Награды
Указом Президиума Верховного Совета СССР от 10 апреля 1945 года младший лейтенант Александр Романков посмертно был удостоен высокого звания Героя Советского Союза. Также посмертно был награждён орденом Ленина.

## Память
- В честь Романкова переименована его родная деревня и названа улица в Сухиничах[1].
- Навечно зачислен в списки личного состава воинской части[1].